# Daniel Jenifer
Daniel Jenifer (* 15. April 1791 im Charles County, Maryland; † 18. Dezember 1855 bei Port Tobacco Village, Maryland) war ein US-amerikanischer Politiker. Zwischen 1831 und 1841 vertrat er zwei Mal den Bundesstaat Maryland im US-Repräsentantenhaus; von 1841 bis 1845 war er amerikanischer Gesandter in Österreich.

## Werdegang
Daniel Jenifer war ein Neffe von Daniel of St. Thomas Jenifer (1723–1790), der zu den Unterzeichnern der Unabhängigkeitserklärung gehörte, sowie der Schwiegersohn des Kongressabgeordneten John Campbell (1765–1828). Er besuchte die öffentlichen Schulen seiner Heimat und studierte danach Jura. Anfang der 1830er Jahre begann er als Mitglied der kurzlebigen National Republican Party eine politische Laufbahn. Nach der Auflösung seiner Partei Mitte der 1830er Jahre wurde er Mitglied der Whigs.
Bei den Kongresswahlen des Jahres 1830 wurde Jenifer im ersten Wahlbezirk von Maryland in das US-Repräsentantenhaus in Washington, D.C. gewählt, wo er am 4. März 1831 die Nachfolge von Clement Dorsey antrat. Da er im Jahr 1832 nicht wiedergewählt wurde, konnte er zunächst bis zum 3. März 1833 nur eine Legislaturperiode im Kongress absolvieren. Diese war von den Diskussionen um die Politik von Präsident Andrew Jackson geprägt. In diesen Jahren erreichte die Nullifikationskrise mit dem Staat South Carolina ihren Höhepunkt. 1834 wurde Jenifer im siebten Distrikt seines Staates erneut in den Kongress gewählt, wo er zwischen dem 4. März 1835 und dem 3. März 1841 drei weitere Legislaturperioden absolvieren konnte. Dort erlebte er bis 1837 die Endphase der Amtszeit von Präsident Jackson.
Nach dem Ende seiner Zeit im US-Repräsentantenhaus wurde Daniel Jenifer von Präsident John Tyler als Nachfolger von Henry Muhlenberg zum Gesandten in Wien ernannt. In dieser Eigenschaft vertrat er dort bis 1845 die amerikanischen Interessen. Dann wurde er von dem vormaligen Kongressabgeordneten aus Georgia, William Henry Stiles, abgelöst. Zwischen 1845 und 1851 war Daniel Jenifer Notar für Testamente im Charles County. Er starb am 18. Dezember 1855 nahe Port Tobacco Village.